# Аухенталлер, Йозеф Мария
Йозеф Мария Аухенталлер (нем. Josef Maria Auchentaller; 2 августа 1865, Вена — 31 декабря 1949, Градо, Италия) — австрийский живописец , рисовальщик, график, гравёр, иллюстратор, дизайнер, плакатист, фотограф, один из ведущих художников Венского Сецессиона и стиля модерн.

## Биография

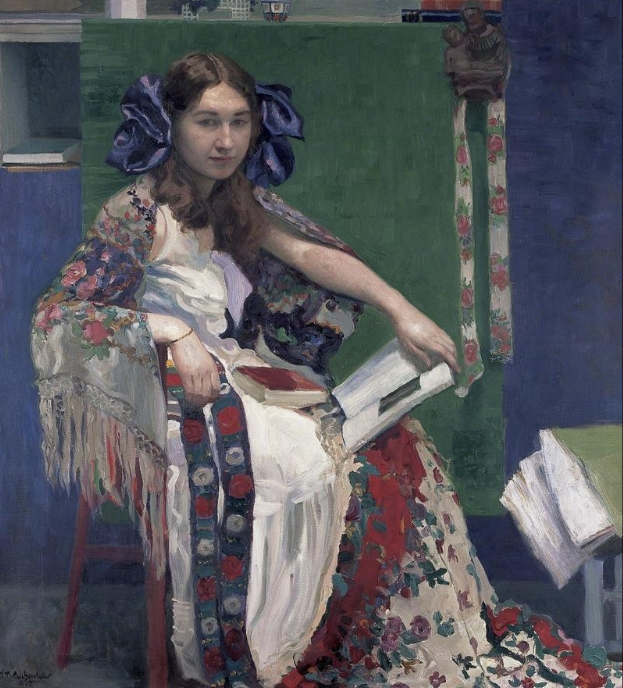
Разноцветные ленты (Портрет Марии), 1912

В 1882—1886 годах учился в Техническом колледже в Вене. С 1890 г. — студент венской Академии изобразительных искусств, где получил несколько наград.
С 1895 года создавал проекты в стиле ар-нуво для компании своего тестя, GA Scheid. С 1892 по 1896 год с женой жил в Мюнхене, где стажировался у Пауля Хёккера, основателя Мюнхенского сецессиона.
В 1897 году несколько живописцев, порвавших с господствовавшим в венском Доме художников консерватизмом и традиционными понятиями в искусстве, ориентированными на академизм и историзм и  вышедших из «Ассоциации австрийских художников», создали Венский сецессион . Аухенталлер вернулся из Италии, чтобы принять участие в нём. В 1898—1904 годах выставлял свои работы на 10-ти художественных выставках сецессиона. Создал афишу и обложки каталогов для Седьмой (1900 и Четырнадцатой (1902) выставок. Сыграл важную роль в организационном комитете Сецессиона с пятой по десятую выставку (1899—1901). В 1905 году из-за разногласий во взглядах на искусство с Густавом Климтом покинул Сецессион .

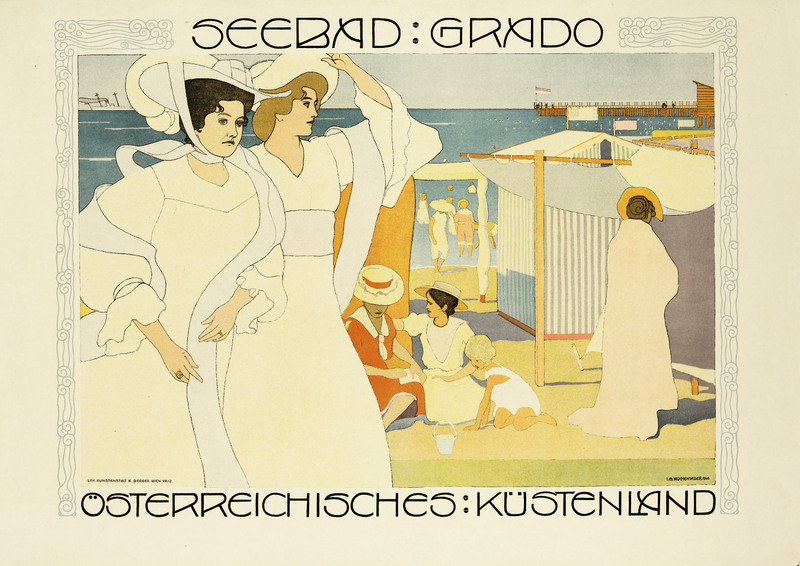
Реклама «Приморский курорт Градо: австрийское побережье». 1906

Сотрудничал с сецессионистским журналом «Ver Sacrum», входил в его редакцию с 1900 по 1901 год. Для этого журнала он создал две титульные страницы и множество рисунков. Его работа состояла в основном из цветочных мотивов и линейных рисунков под влиянием японской гравюры на дереве, которая была популярна в то время. Восьмой номер «Ver Sacrum» был целиком посвящен Аухенталлеру.
В поисках лучшего климата и финансовой стабильности в 1903 году переехал с женой и детьми в Градо, Италия. После ухода из Сецессиона в 1905 году, художник становился всё более изолированным от австрийского мира искусства. Всё чаще начал писать мрачные пейзажи и портреты. Его семейная жизнь стала напряженной: дочь Мария Хосефа покончила жизнь самоубийством в 1914 году, ходили слухи, что его жена была связана с другим мужчиной. В 1914 году после начала Первой мировой войны, семья вернулась в Австрию. В 1919 году они приняли итальянское гражданство и навсегда переехали в Градо.
Талантливый живописец, разрабатывал дизайн ювелирных изделий, рисовал афиши, автор множества рекламных щитов и плакатов для многих компаний и ювелирных производств (1902), Международной выставки рыболовства и др.
и иллюстрации. Создал многие элементы и мотивы, которые были использованы его коллегами (некоторые его работы даже приписывались ранее Коломану Мозеру или Йозефу Хоффманну) и составили единый стиль венского Сецессиона, отличный от Югендстиля в Германии или Ар Нуво во Франции.

## Галерея

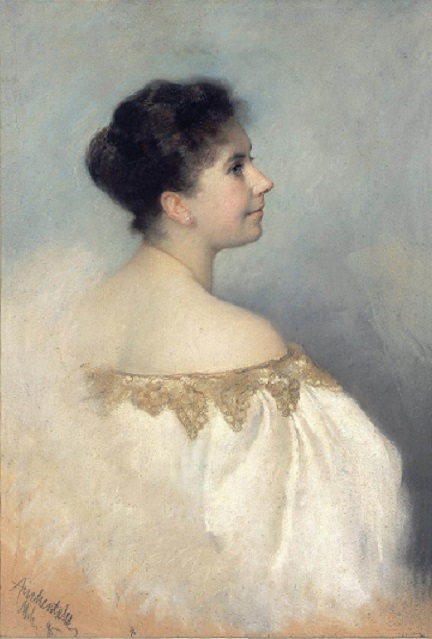
Портрет жены Эммы
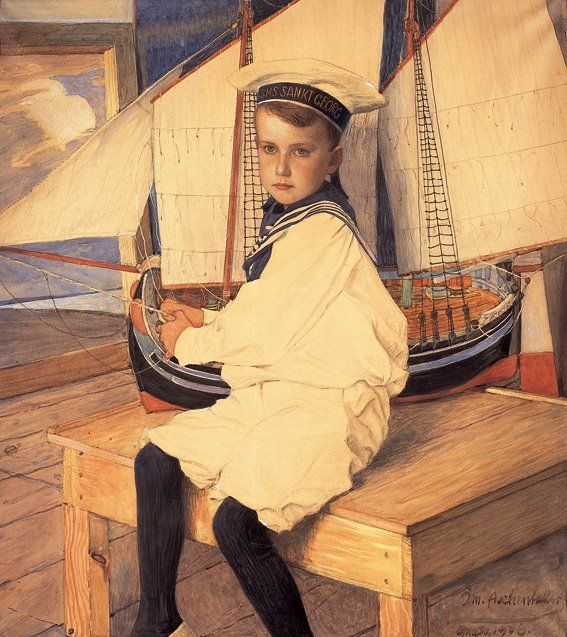
Портрет Петера
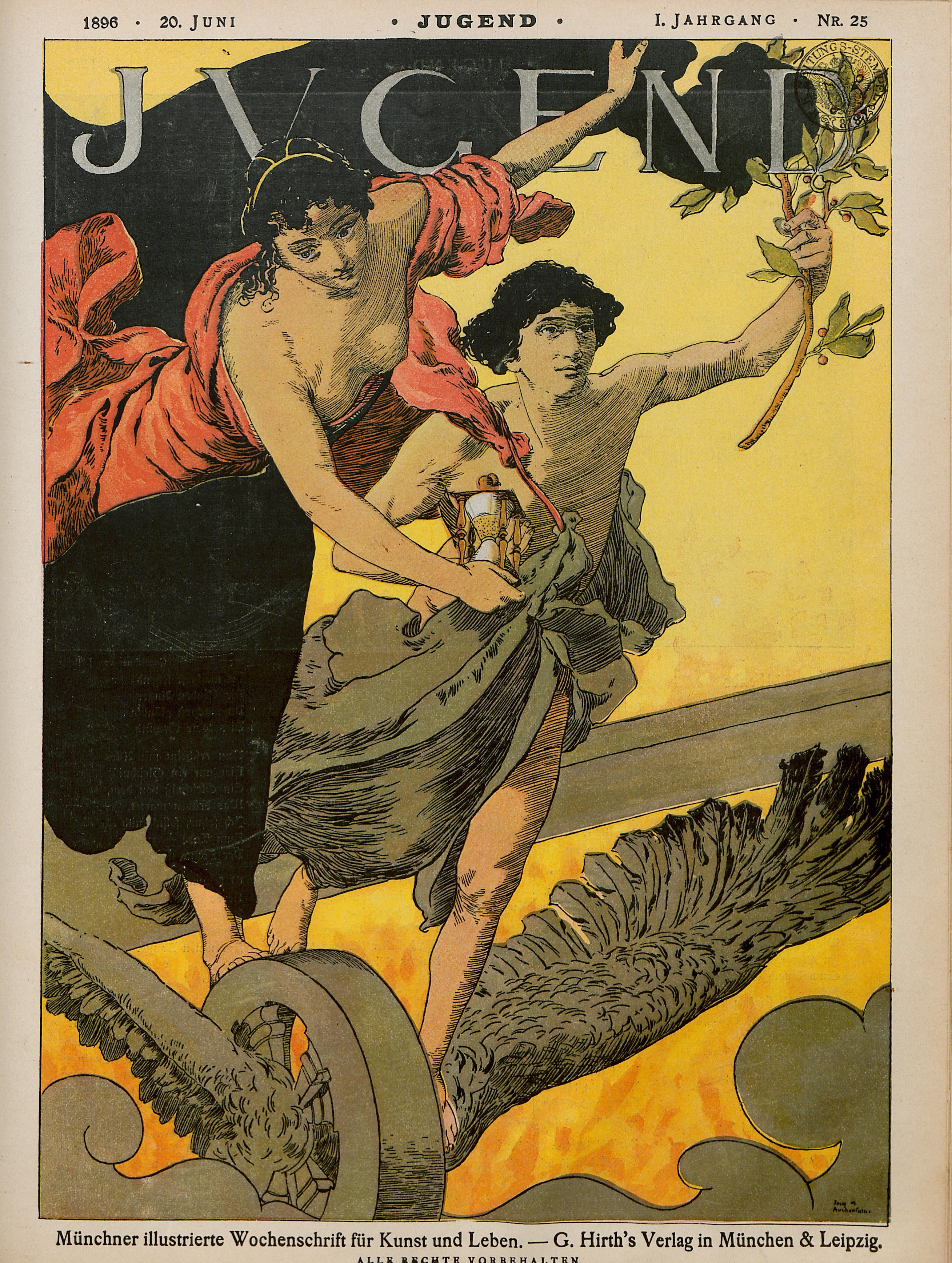
Обложка журнала «Jugend» Nr. 25, 1896
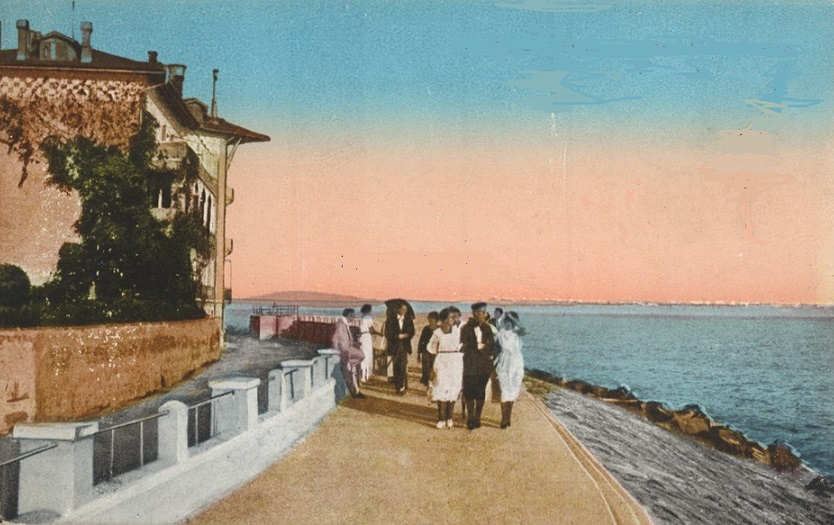
Пейзаж в Градо
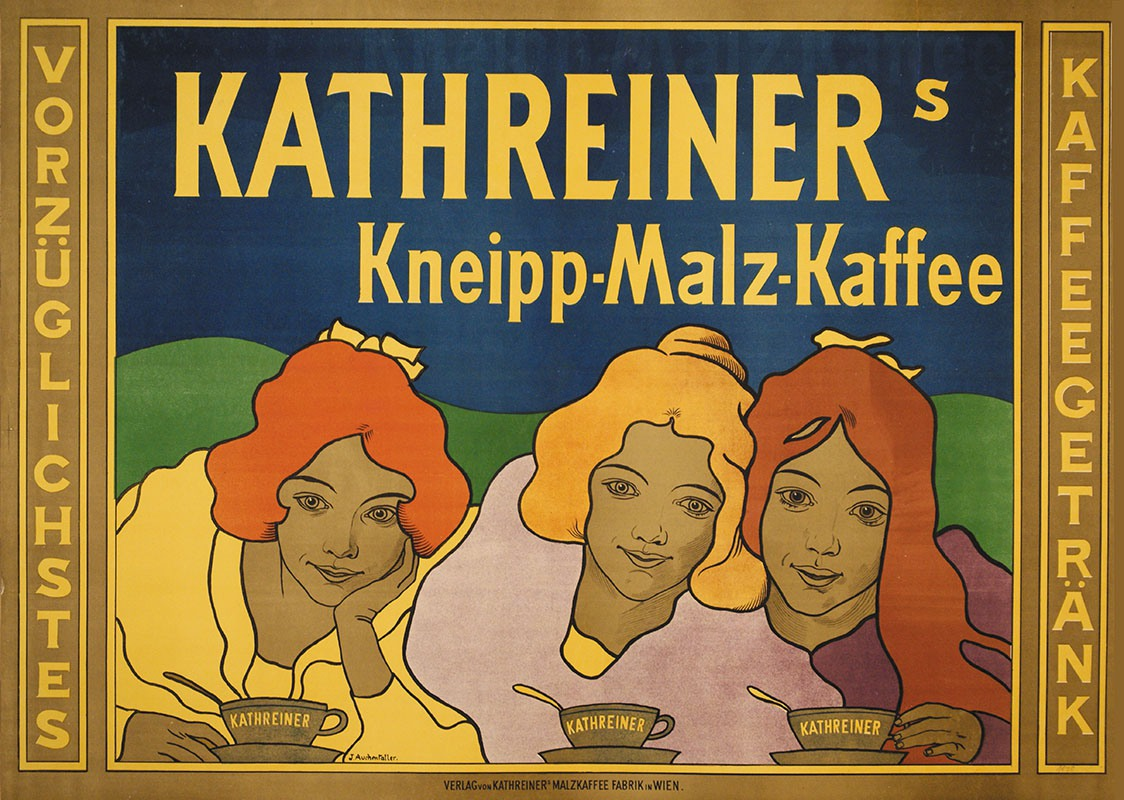
Реклама кофе
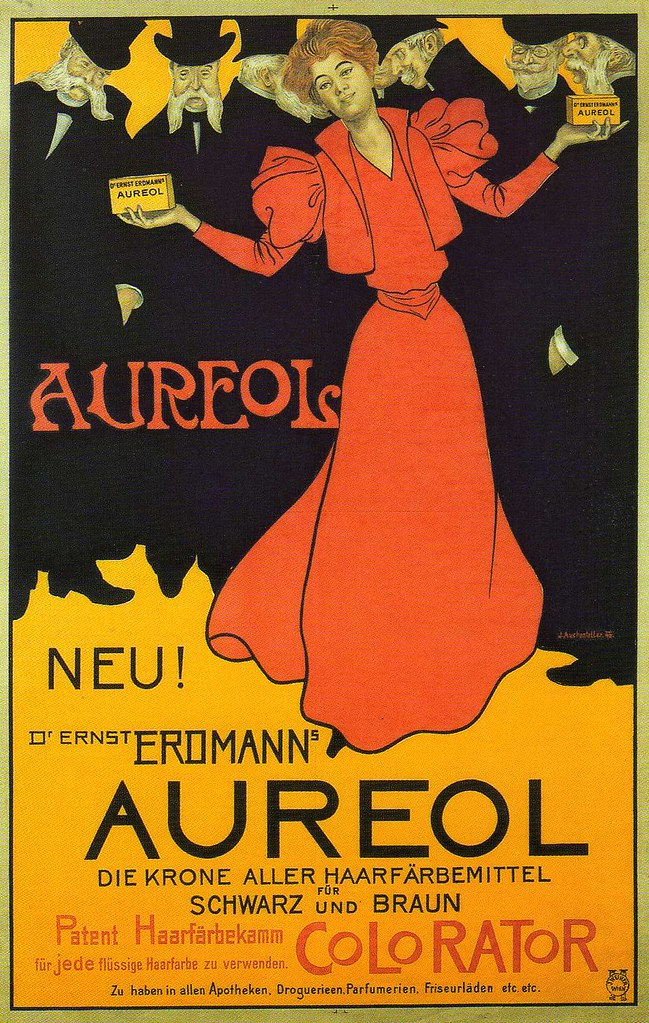
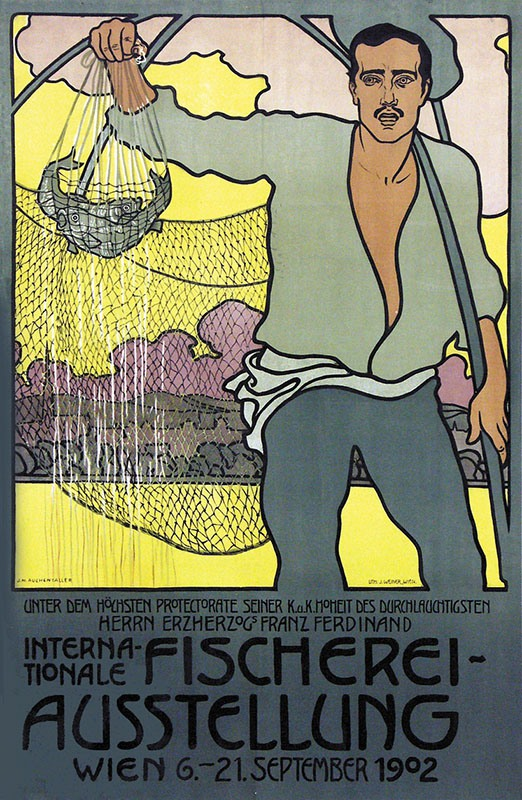
Афиша Международной рыболовецкой выставки
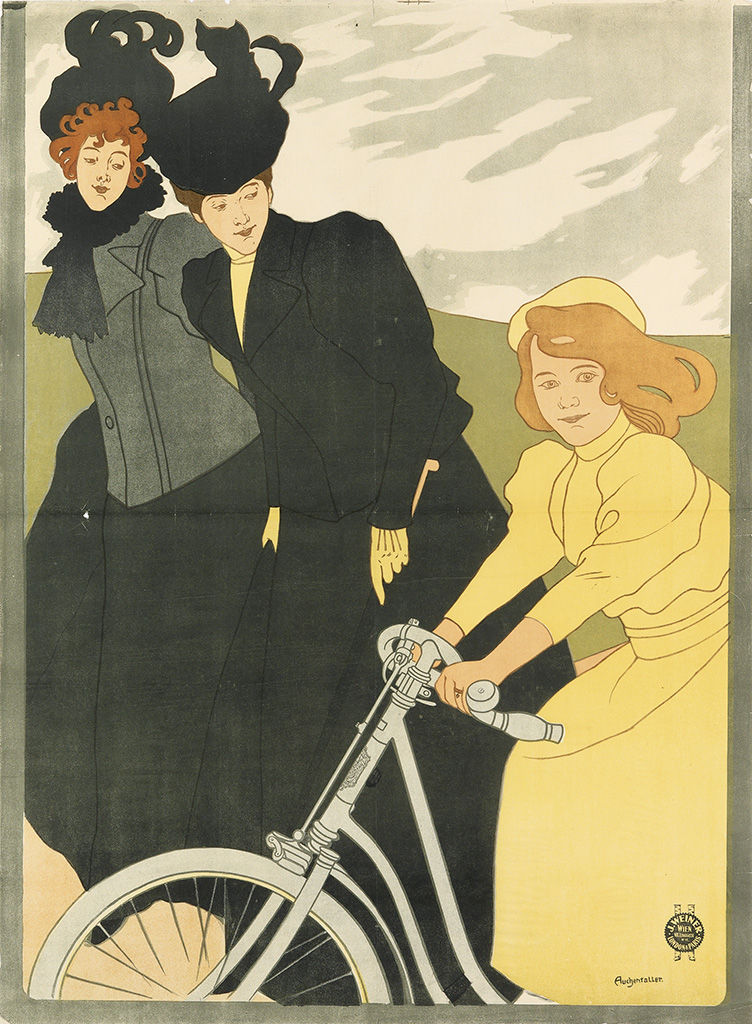